# محمد اعظم خان
محمد اعظم خان (به پشتو: محمد اعظم خان‎) از ۷ اکتبر ۱۸۶۷ تا ۲۱ فوریه ۱۸۶۸ امیر افغانستان بود. وی فرزند دوم دوست محمد خان بود. اعظم خان پس از مرگ برادرش محمد افضل خان در ۷ اکتبر ۱۸۶۷، به تاج و تخت رسید. پس از درگذشت اعظم خان، شیرعلی خان دوباره به عنوان امیر افغانستان به حکومت رسید. او از قوم پشتون و طایفه بارک‌زایی بود.